# 琉球ゴルフ倶楽部
琉球ゴルフ倶楽部（りゅうきゅうゴルフくらぶ）は、沖縄県南城市にあるゴルフ場。

## コース情報
- 毎年3月に行われる日本女子ツアー開幕戦『ダイキンオーキッドレディスゴルフトーナメント』の開催コースとして知られる。また、2009年には『日韓女子プロゴルフ対抗戦』も開催された。

## アクセス
車の場合
- 那覇空港より車で約35分